# Musée archéologique national de Ferrare
Le Musée archéologique national de Ferrare est un musée situé au Palazzo Costabili, à Ferrare, en Italie. 

## Description
Il abrite divers objets découverts dans la ville étrusque de Spina, qui a prospéré entre le VIe et le IIIe siècle av. J.-C. L'ancienne ville de Spina, proche de l'actuelle Comacchio, a été abandonnée au IIe siècle av. J.-C., mais a été découverte par hasard en 1922 et fouillée,.
L'exposition est organisée en deux parties. Le rez-de-chaussée abrite des objets liés à la ville de Spina et aux activités quotidiennes qui s'y sont déroulées. Une section spéciale est consacrée à la vie religieuse de la ville, manifestée par des témoignages épigraphiques. Le rez-de-chaussée abrite également deux bateaux monocoques (communément appelés pirogues) récupérés en 1948 dans la vallée d'Isola. Les bateaux remontent à la fin de la période romaine (IIIe – IVe siècle av. J.-C.).
A l'étage supérieur, les objets trouvés dans la nécropole de la ville sont exposés selon des critères chronologiques. Il s'agit notamment de cratères, d'amphores, etc. produits par des artistes athéniens des Ve et IVe siècles av. J.-C. Les peintures représentent des scènes mythologiques et de la vie quotidienne et témoignent de la diffusion de l'art grec dans la sphère étrusque. D'autres céramiques, datant principalement des IVe et IIIe siècles av. J.-C. proviennent de la Grande Grèce et de Sicile. En outre, des bijoux en or, argent, ambre et pierres semi-précieuses, fabriqués par d'anciens artisans du Pô et de l'Étrurie de l'Italie centrale, sont exposés.

## Exemples d'objets exposés

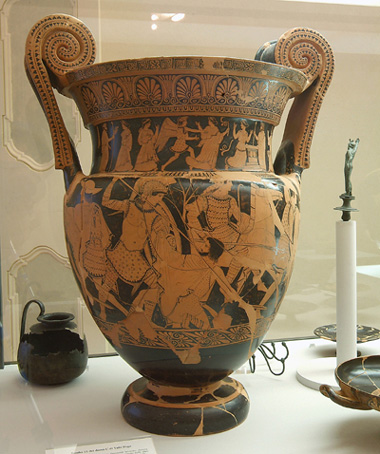
Cratère
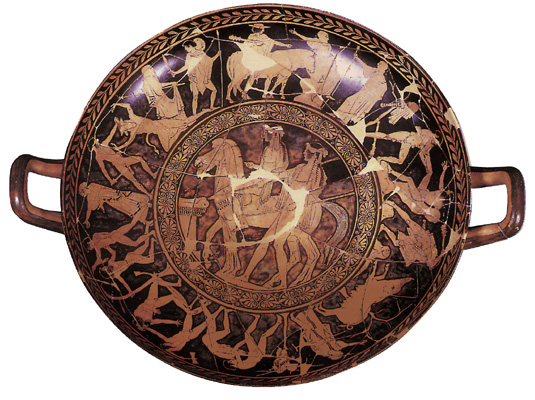
Kylix
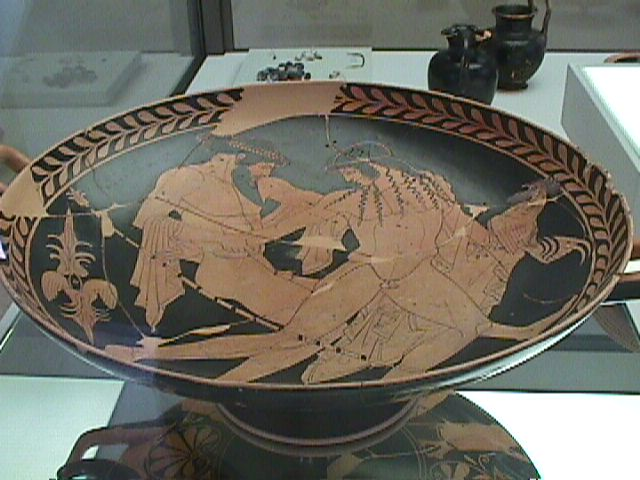
Kylix
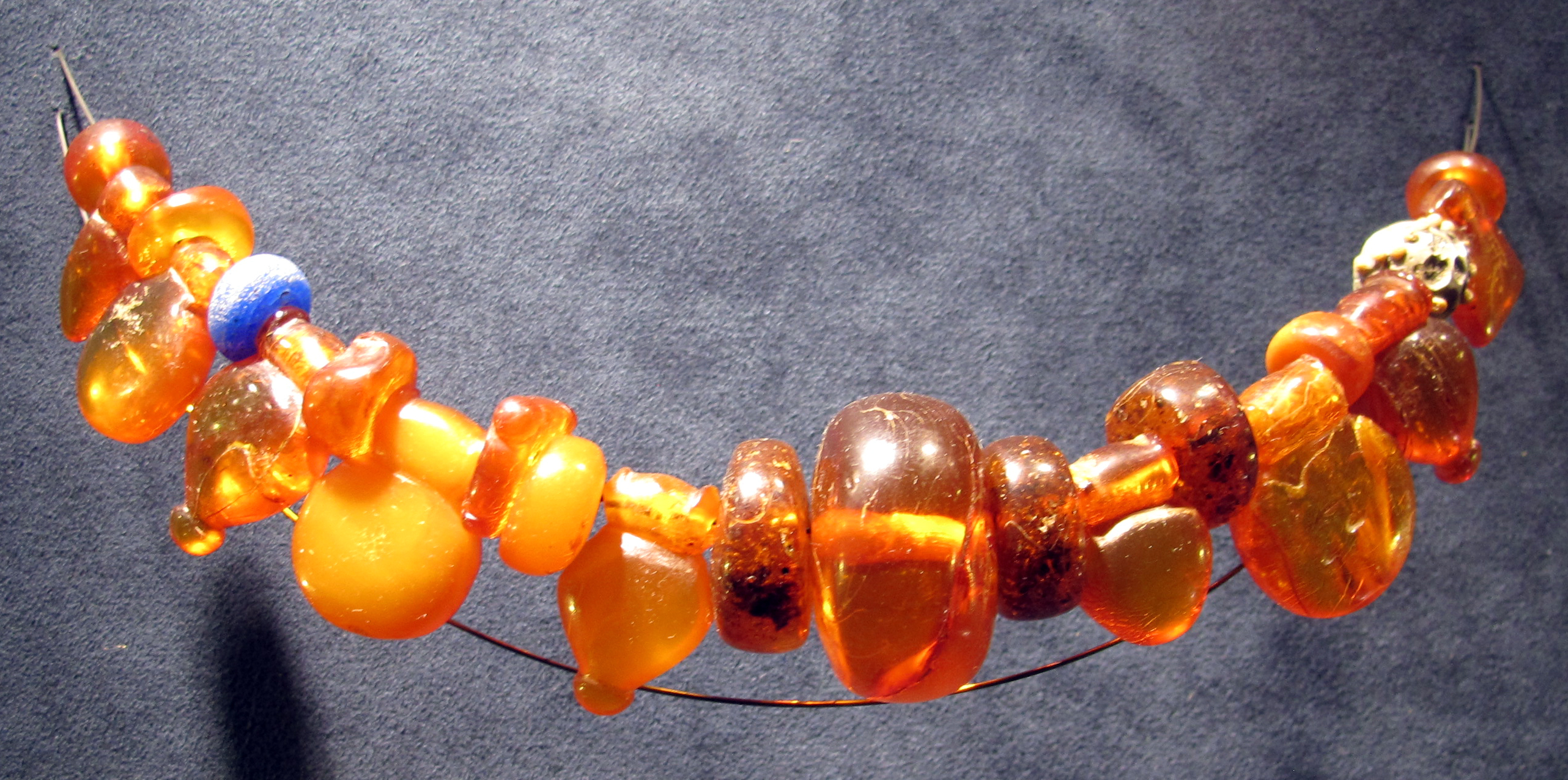
Collier